# Lázaro de Farpe
Lázaro de Farpe (em latim: Lazarus Pharpensis; em armênio/arménio: Ղազար Փարպեցի; romaniz.: Łazar Pʼarpecʼi; ca. 442 - início do século VI) foi um religioso e historiador armênio intimamente ligado à família Mamicônio. Ele é mais conhecido como o autor de uma "História da Armênia" para o período entre 384-484.

## Biografia
Lázaro nasceu por volta de 442, na aldeia de Farpe, perto da cidade armênia de Astaraque. Devido a seus estreitos laços com os Mamicônios, foi criado com eles e fez amizade com Vaanes I Mamicônio. Após a derrota dos armênios na Batalha de Avarair em 451, mudou-se para o castelo do vitaxa Axuxa II em Gogarena, onde recebeu sua educação primária. Se mostrando um estudante brilhante, foi enviado para completar seus estudos em Constantinopla entre 465-470, onde aprendeu novas línguas estudando religião, literatura e filosofia clássica.
Retornando à Armênia, ocupou-se com atividades educacionais e espirituais na cidade de Siracena, então parte dos domínios da família Camsaracano. De 484 a 486, viveu em Siunique sob Vaanes I Mamicônio, que havia sido nomeado em 485 como marzobã da Armênia; ai viveu como eremita e tornou-se assistente do bispo local. Vaanes o convidou a supervisionar a reconstrução do mosteiro em Valarsapate e depois o nomeou como abade, porém devido a educação que recebeu e a suas políticas educacionais e espirituais, ele não coadunou-se com os elementos mais conservadores da igreja. Acusado de heresia, foi forçado a sair do mosteiro em 490, tomando como residência a cidade de Amida no Império Bizantino. Nesta cidade redigiu sua "Carta a Vaanes Mamicônio". Este texto sugere um Lázaro "vaidoso e vingativo, um defensor orgulhoso das prerrogativas dos monges, imbuídos de sua superioridade intelectual, opositor do clero secular", mas também "um boa vida, amante da boa comida, amante da caça e da pesca".
Convencido de sua inocência, Vaanes convoca-o em 493 e, em seguida, pede-lhe um livro, conhecido como "História da Armênia", no qual ele demonstrou "um sentido político notável". Lázaro morreu em uma data desconhecida no início do século VI. Segundo a tradição, foi enterrado perto das ruínas de uma igreja no cânion de Farpe.

## Obras
Lázaro é principalmente conhecido por seus dois trabalhos:
- Carta para Vaanes Mamicônio - redigida à atenção de Vaanes I em 490, quando ele nega as acusações de heresia contra ele. A primeira autobiografia escrita em armênio,[3] é rica em informações sobre a Igreja Armênia do século V.[5]
- História da Armênia - redigida em 493,[nt 1] é uma obra que dá continuidade aos relatos da obra de Fausto, o Bizantino que haviam terminado no reinado do rei Ársaces II (r. 350–368). Foi composta em três partes: a primeira abrange do reinado de Ársaces II ao de Vararanes Sapor (r. 392–414); a segunda concerne aos eventos que levaram a Batalha de Avarair e suas consequências; e a terceira da Guerra de Vaanes ao Tratado de Nuarsaque, que vê a Armênia recuperar sua autonomia.[6] As principais fontes que usou na História são os trabalhos de outros historiadores tais como Agatângelo, Corium e Fausto, embora aparentemente fez uso de outros trabalhos, incluindo a História Eclesiástica de Eusébio de Cesareia.[7]